# Partido Demócrata Progresista (Malaui)
El Partido Demócrata Progresista (DPP) es un partido político en Malawi. El partido se formó en febrero de 2005 por el presidente de Malaui, Bingu wa Mutharika, luego de una disputa con el Frente Democrático Unido (UDF), liderado por su antecesor, Bakili Muluzi.

## Resultados electorales
- Elecciones generales de Malaui de 2019